# Nic (dessinateur)
Pour les articles homonymes, voir Broca (homonymie) et NIC.
Nicolas Broca dit Nic, né le 18 avril 1932 à Liège et mort le 7 février 1993, est un dessinateur de bande dessinée et animateur belge.

## Biographie
Nicolas Broca naît le 18 avril 1932 à Liège.
À l'âge de dix-huit ans, Nicolas Broca suit les cours de l'Académie royale des beaux-arts de Liège. Il commence sa vie professionnelle en exerçant divers petits métiers : lettreur sur vitrine, marchand de fruits à la criée, peintre en bâtiment, puis pendant une longue période technicien en électronique (radar) à l'armée belge puis enfin il se dirige vers le dessin animé réalisant ainsi son rêve d'enfant. En 1959, il entre au studio Belvision comme apprenti décorateur, puis metteur au net et se rode à l'animation dans le film Pinocchio dans l'espace. Après quelques années dans le dessin animé publicitaire, il revient à Belvision en 1966 et participera aux grandes productions de cette société : Astérix le Gaulois (1967), Astérix et Cléopâtre (1968), Daisy Town (1971), Tintin et le Lac aux requins (1972), Gulliver et La Flûte à six Schtroumpfs (1976). Engagé par les studios parisiens Idéfix en 1976, il collabore au film Les Douze Travaux d'Astérix (1976), puis à La Ballade des Dalton (1978).
Parallèlement, il est chargé en 1980 d'illustrer les aventures de Spirou et Fantasio, sur des scénarios de Raoul Cauvin. Trois histoires longues, La Ceinture du grand froid, La Boîte noire et Les Faiseurs de silence, sont publiées dans le journal Spirou, puis en album aux éditions Dupuis. Pour cette dernière histoire, les quatre dernières planches ont été refaites pour la parution en album. Devant le faible enthousiasme que soulève leur version du héros, les auteurs sont remerciés, Dupuis préférant confier la série à Tome et Janry.
Nicolas Broca ne quitte pas pour autant les éditions Dupuis, et reste au studio d'animation (la SEPP), où il créera notamment les célèbres Snorky qui seront animés en Californie par l'équipe de Hanna et Barbera et qui eurent leur succès (dessin-animé diffusé sur TF1 et La Cinq) et même quelques albums de bande dessinée (3 albums, Dupuis 1986-1987).
Il revient ensuite à l'animation au studio bruxellois Kid Cartoons où, avec Godi, il réalise soixante-cinq épisodes de La Bande à Ovide. Il crée enfin les personnages d'un projet intitulé Polochon et prépare le film pilote de cette série avant de participer aux dessins animés des Tifous, produits en 1990 sur des idées et personnages de Franquin.
Nic Broca meurt le 7 février 1993, à l'âge de 60 ans,.

## Publications
- Les Snorky (Snorkels) - 1982 - Nic Broca (Dessins et Scénario)[10]

Spirou et Fantasio :
- Allez Champignac !, court récit dans Spirou HS Festival !, 1981
- Spirou HS no 3, Le Fantacoptère solaire - 2003 - Nic Broca (Dessins) et Alain De Kuyssche (Scénario). Ce dernier est seulement crédité dans le sommaire du livre, où l'on apprend également qu'il signa la prépublication sous le pseudonyme A. Lloyd.
- 30. La Ceinture du grand froid - 1983 - Nic Broca (Dessins) et Cauvin (Scénario)[11]
- 31. La Boîte noire[11], Dupuis, Marcinelle, 3e trimestre 1983
Scénario : Raoul Cauvin - Dessin : Nic Broca - Couleurs : Studio Leonardo -  (ISBN 2-8001-0994-7)
- 32. Les Faiseurs de silence[11], Dupuis, Marcinelle, 1984
Scénario : Raoul Cauvin - Dessin : Nic Broca - Couleurs : Studio Leonardo -  (ISBN 2-8001-1023-6)

## Filmographie
Sauf indication contraire, les informations mentionnées dans cette section peuvent être confirmées par la base de données cinématographiques IMDb,  présente dans la section « Liens externes ».
- 1965 : Pinocchio dans l'espace
- 1967 : Astérix le gaulois
- 1968 : Astérix et Cléopâtre
- 1971 : Daisy Town
- 1972 : Tintin et le Lac aux requins
- 1975 : Cubitus : le Gâteau d'Anniversaire[12],[13], adaptation : Jos Marissen et Dupa, animateur, musiques : Yvan Delporte et Frédéric Jannin, Belvision, 5 min 19 s
- 1976 : La Flute à six Schtroumpfs
- 1976 : Les Douze Travaux d'Astérix
- 1978 : La Ballade des Dalton
- 1979 : Kid Ordinn :  Le cri qui met K.O.[14],[15], adaptation : Jos Marissen et Tibet, animateur, Belvision, 6 min 19 s
- 1987 : La Bande à Ovide
- 1990 : Tifous
- 1992 : Cococinel

## Collections publiques
2 œuvres de cet artiste sont conservées au Centre belge de la bande dessinée et font partie du patrimoine mobilier de la région Bruxelles-Capitale.

#### Livres
: document utilisé comme source pour la rédaction de cet article.
- Henri Filippini, Dictionnaire de la bande dessinée, Paris, Bordas, 1989, 731 p., ill. ; 27 cm (ISBN 2-04-018455-4, OCLC 1244909550, BNF 35065653, présentation en ligne), p. 529, 593.
- Jean Pirotte (dir.) et Luc Courtois, Du régional à l'universel. : L'imaginaire wallon dans la bande dessinée., Louvain-la-Neuve, Fondation wallonne Pierre-Marie et Jean-François Humblet, 1999, 310 p. (ISBN 978-2-9600072-3-7 et 2960007239, OCLC 1075833932), p. 208 lire sur Google Livres
- Philippe Mellot, Michel Denni, Laurent Turpin et Isabelle Morzadec, Trésors de la bande dessinée : BDM 2021-2022 - Catalogue encyclopédique et Argus, Paris, Les Arènes, novembre 2020, 22e éd., 1700 p., ill. ; 23 cm (ISBN 9791037502582, OCLC 1240308146, présentation en ligne), p. 1024, 1074. .

#### Périodiques
- « Nic Broca », Spirou, Dupuis, no 1978,‎ 11 mars 1976, p. 22 (lire en ligne, consulté le 22 août 2022)
- Thierry Martens, « Pour mettre un peu d'animation », Spirou, Dupuis, no 1978,‎ 11 mars 1976, p. 22-25 (lire en ligne, consulté le 22 août 2022)
- « L'ami Nic », Spirou, Dupuis, no 2867,‎ 24 mars 1993, p. 24 (lire en ligne, consulté le 22 août 2022).